# BOOK WITH YOU
BOOK WITH YOU（ブック ウィズ ユー）は、光文社が2010年10月に創刊したティーンエイジャー向け小説レーベル。四六判変形。ソフトカバー。

## 概要
「中学生、そして心を打つ物語を読みたい方へ」とされ、読書を通じて子供同士、親と子の他に様々な世代の人と語り合うことで、豊かな人間関係を築いてほしいといった願いのもとに創刊された。
中高生を主人公にした小説が収録している。本レーベルのマークとして、クマと小鳥のイラストが入っている。書店などでは、一般的に児童書に分類されている。
紀伊國屋書店Kinoppyでは「十代のための新・読書体験」と紹介されている。
一部は文庫化され、光文社文庫に収められている。

## 作品リスト
| タイトル                        | 著者         | 備考 |
| ------------------------------- | ------------ | --- |
| 明日になったら 一年四組の窓から | あさのあつこ | |
| 一年四組の窓から                | あさのあつこ | |
| 自鳴琴                          | 池田美代子   | |
| カウントダウン                  | 山本文緒     | |
| かがみのもり                    | 大崎梢       | |
| 片想い白書                      | 唯川恵       | 【収録作品】「身代わりの恋人」「いつかダイヤモンド」「幕はもう下りたから」「パンドラの箱」「噓つき」 |
| 刑事の子                        | 宮部みゆき   | |
| サクラ咲く                      | 辻村深月     | 【収録作品】「約束の場所、約束の時間」「サクラ咲く」「世界で一番美しい宝石」 |
| 13歳のシーズン                  | あさのあつこ | 【収録作品】「パンダの鏡」「真昼の月」「ランニング・ロード」「ざわめく若葉」「ささやかな笑顔」「夏の真ん中で」「涼やかな風」「とまどいの季節」「スナップ写真」「クリスマス・ソング」「バースデープレゼント」「新しい春に」「ランナー」「風の向こうがわ」 |
| だいじな本のみつけ方            | 大崎梢       | 【収録作品】「だいじな本のみつけ方」「だいじな未来のみつけ方」 |
| ためらいがちのシーズン          | 唯川恵       | |
| 僕たちの関ヶ原戦記              | 小前亮       | |
| 僕たちの本能寺戦記              | 小前亮       | |
| 三毛猫ホームズの秋              | 赤川次郎     | |
| 未来の手紙                      | 椰月美智子   | 【収録作品】「しいちゃん」「忘れない夏」「未来の息子」「未来の手紙」「月島さんちのフミちゃん」「イモリのしっぽ」 |